# Nard (Fluss)
Der Nard (auch Canal de Flottage des Salines genannt, deutsch früher Salinen-Flöss-Kanal) ist ein Bach in Frankreich, der im Département Moselle der Region Grand Est westlich der Stadt Sarrebourg verläuft.

## Geographie

### Verlauf
Der Nard entspringt im Gemeindegebiet von Bourdonnay und entwässert generell Richtung Nordwest durch den Regionalen Naturpark Lothringen. Er durchquert den Stausee Étang d’Ommeray und mündet nach 15,8 Kilometern an der Gemeindegrenze von Marsal und Moyenvic als linker Nebenfluss in die Seille. Der Bach tangiert auf seinem Weg die Landschaft Saulnois (deutsch: Salzgau), in der bereits in merowingischer Zeit Salz in Salinen abgebaut wurde. Um den Abtransport zu erleichtern wurde der Nard im Laufe der Zeit für kleine Transportschiffe ausgebaut und trägt heute auch den Namen Canal de Flottage des Salines. Die Salzgewinnung wurde jedoch bereits weitgehend eingestellt.

### Zuflüsse
(Reihenfolge in Fließrichtung)
- Ruisseau des Grandes Rayes (links) 2,13 km
- Ruisseau de Varisaille (links) 2,2 km
- Ruisseau de la Grâce Behaye (links) 2,55 km
- Ruisseau de la Prêle (links) 2,28 km
- Ruisseau de Brû (rechts) 4,59 km
- Ruisseau de Voilchematte (rechts) 1,81 km
- Ruisseau de Névoine (rechts) 2,36 km
- Ruisseau de la Saline (dt. früher Salinenbach,[5]links) 5,94 km
- Ruisseau de l’Étang (dt. früher Seebach,[6]links) 3,81 km
- Ruisseau du Breuil (links) 2,95 km
- Ruisseau de Saulcy (links) 2,36 km
- Ruisseau de la Fosse (links) 1,86 km

### Orte am Fluss
(Reihenfolge in Fließrichtung)
- Bourdonnay
- Ommeray
- Donnelay
- Salées Eaux (dt. früher Salzach[5]), Gemeinde Ley
- Lezey (dt. früher Litzingen)
- Xanrey (dt. früher Schenris)
- Villers-Betnach (dt. früher Bettnacherhof[5]), Gemeinde Marsal